# Alvania pinguis
Alvania pinguis is een slakkensoort uit de familie van de Rissoidae. De wetenschappelijke naam van de soort is voor het eerst geldig gepubliceerd in 1906 door Webster.